# Энергетика Болгарии
Энергетика Болгарии — отрасль экономики Болгарии.

## История
После установления народной демократии в 1944 году, производство электроэнергии в Болгарии увеличилось с 50 кВт⋅ч на душу населения до более чем 430 миллионов кВт⋅ч в 1946 году (рост на 56% по сравнению с 1939 годом), а к 1952 году производство выросло более чем в 5 раз по сравнению с 1939 годом благодаря строительству новых гидро- и теплоэлектростанций, в том числе с использованием советского оборудования и опыта. 
В 1952 году в Болгарии началось масштабное строительство гидроэлектростанций и водохранилищ, таких как им. В. Коларова, им. А. Стамболийского и им. Г. Димитрова, с целью увеличить производство электроэнергии с 220 кВт⋅ч на душу населения в 1953 году до 1500 кВт⋅ч  и обеспечить орошение более 160 тысяч гектаров земли.

## Общие положения
Суммарные запасы извлекаемых энергоносителей не превышают 0,6 млрд тут (в угольном эквиваленте), из которых примерно     98,3 % приходится на уголь. В соответствии с данными Eurostat (на 6 июня 2021 года) энергетическая зависимость страны от импорта энергоносителей за период 1990-2019 годы характеризуется следующим семейством кривых

EES EAEC. Энергетическая зависимость Болгарии, 1990-2019, проценты

Отдельные статьи топливно-энергетического баланса (ТЭБ) Болгарии за 2019 год иллюстрируются данными нижеследующей таблицы, в соответствии с которой производство первичной энергии в указанный период составило около 11,7 млн тонн нефтяного эквивалента, в том числе твердое органическое топливо и ядерное тепло соответственно 40,0 и 36,8 % , возобновляемые источники энергии — 21,8%, другие энергоносители — 1,4 %.
| Таблица. Отдельные статьи ТЭБ Болгарии за 2019 год, тыс. тонн нефтяного эквивалента |                                |         |        |                |                                     |                |           |                |
| Энергоносители                                                                      | Производство первичной энергии | Экспорт | Импорт | Общая поставка | Конечное энергетическое потребление | Промышленность | Транспорт | Другие сектора |
| Электроэнергия                                                                      | --                             | 761     | 262    | -500           | 2590                                | 845            | 31        | 1714           |
| Теплоэнергия                                                                        | 58                             | --      | --     | 58             | 541                                 | 102            | 0         | 439            |
| Производные газов                                                                   | --                             | --      | --     | --             | --                                  | --             | 0         | 0              |
| Природный газ                                                                       | 32                             | 6       | 2458   | 2442           | 1142                                | 825            | 142       | 176            |
| Невозобновляемые отходы                                                             | 67                             | --      | --     | 67             | 57                                  | 57             | 0         | 0              |
| Ядерное тепло                                                                       | 4302                           | --      | --     | 4302           | --                                  | --             | 0         | 0              |
| Сырая нефть и нефтепродукты (без биотоплива)                                        | --                             | 4363    | 9316   | 4509           | 3631                                | 399            | 3058      | 175            |
| Сланец и битуминозный песок                                                         | 7                              | --      | --     | --             | --                                  | --             | 0         | 0              |
| Торф и продукты из торфа                                                            | --                             | --      | --     | --             | --                                  | --             | 0         | 0              |
| Возобновляемые и биотопливо                                                         | 2551                           | 189     | 115    | 2472           | 1425                                | 248            | 179       | 997            |
| Твердое органическое топливо                                                        | 4676                           | 22      | 401    | 5249           | 312                                 | 196            | 0         | 116            |
| Всего                                                                               | 11693                          | 5341    | 12552  | 18605          | 9699                                | 2673           | 3410      | 3616           |
| Доля электроэнергии                                                                 | --                             | 14,25%  | 2,09%  | -2,69%         | 26,70%                              | 31,61%         | 0,91%     | 47,40%         |

В стратегии развития болгарской энергетики на период до 2053 года, принятой в январе 2023 г., говорится, что Болгария намерена построить четыре ядерных реактора на площадках «Белене» и «Козлодуй» до конца 2045 года и сохранение работающих на угле ТЭЦ до 2030 года.

## Электроэнергетика
На конец 2019 года электроэнергетический комплекс комплекс страны по данным EES EAEC характеризуется следующими показателями: 
установленная мощность – нетто электростанций - 11433  МВт, в том числе: 
тепловые электростанции, сжигающие органическое топливо  (ТЭС) — 35,8  %,  
атомные электростанции  (АЭС)  — 17,5 %, 
возобновляемые источники энергии (ВИЭ) - 44,9 % и другие источники — 1,7 %. 
Производство электроэнергии-брутто — 44302 млн кВт∙ч , в том числе:  ТЭС — 48,7  %, АЭС — 37,4 % , ВИЭ — 13,9  % и прочие — 0,1 %.  Конечное  потребление  электроэнергии  — 30119 млн кВт∙ч, из которого: промышленность — 32,6 %, транспорт - 1,2%,  бытовые потребители — 36,0 %, коммерческий сектор и предприятия общего пользования — 29,1  %, сельское, лесное хозяйство и рыболовство — 1,1 %.  
Показатели энергетической эффективности за 2019 год: душевое потребление валового внутреннего продукта по паритету покупательной способности (в номинальных ценах) — 24409 долларов, душевое (валовое) потребление электроэнергии — 4333 кВт∙ч, душевое потребление электроэнергии населением — 1560 кВт∙ч. 
Число часов использования установленной мощности-нетто электростанций — 3529 часов.
За 2022 год Болгария экспортировала электроэнергию на сумму 3 млрд долл.

## Энергоносители
Природный газ
До февраля 2022 года 90 % потребляемого газа импортировалось из России.
8 июля 2022 года введён в эксплуатацию интерконнектор Греция — Болгария. По интерконнектору осуществляются поставки газа из Азербайджана в объёме 1 млрд м³ в год; на февраль 2024 года интерконнектор обеспечивает 42 % ежемесячного потребления газа в стране.
Действуют интерконнекторы с Турцией и Румынией. 

В январе 2023 года подписано соглашение о поставках 1,5 млрд м³ газа в год из Турции.
Кроме интерконнектора, осуществляются поставки сжиженного природного газа (СПГ). 
Действует подземное газовое хранилище в Чирене ёмкостью 550 млн м³, что составляет 17 % потребления газа Болгарией в год. 
Газовый оператор — компания «Булгартрансгаз», входящая в (Болгарский энергетический холдинг (Bulgarian Energy Holding).
Нефть
Российский «Лукойл» владелец Бургасского нефтехимического комбината —  нефтеперерабатывающего завода (НПЗ) в Бургасе (крупнейший на Балканах, перерабатывает около 6,5 млн тонн нефти в год), поставляя сырьё для него морским транспортом через портовый терминал «Русенец» в Русе (отобран властями Болгарии у «Лукойла» в августе 2023 г.), продавая нефтепродукты через свои АЗС.
Шестой пакет санкций ЕС ввёл запрет на поставку российской нефти морским транспортом, для Болгарии было сделано исключение: стране разрешено импортировать российскую нефть морским транспортом вплоть до конца 2024 года, однако болгарские власти не стали ждать конца года и добровольно запретили покупать российскую нефть уже c мартf 2024 г.

## Возобновляемая энергия
В 2022 году мощность возобновляемой энергетики составляла 5205 МВт.

### Гидроэнергетика
В 2022 году мощность гидроэнергетики составляла 3369 МВт.

### Ветроэнергетика
В 2022 году мощность ветроэнергетики составляла 704 МВт. 

### Солнечная энергетика
В 2022 году мощность солнечной энергетики составляла 1948 МВт.

### Биоэнергетика
В 2022 году мощность биоэнергетики составляла 47 МВт.
Биогаз
В 2022 году мощность биогаза составила 33 МВт.